# Iglesia de Cotasaya
La iglesia de Cotasaya se ubica en el caserío de Cotasaya, tres kilómetros al sur poniente de Colchane, Región de Tarapacá, Chile.

## Declaratoria como Monumento Nacional

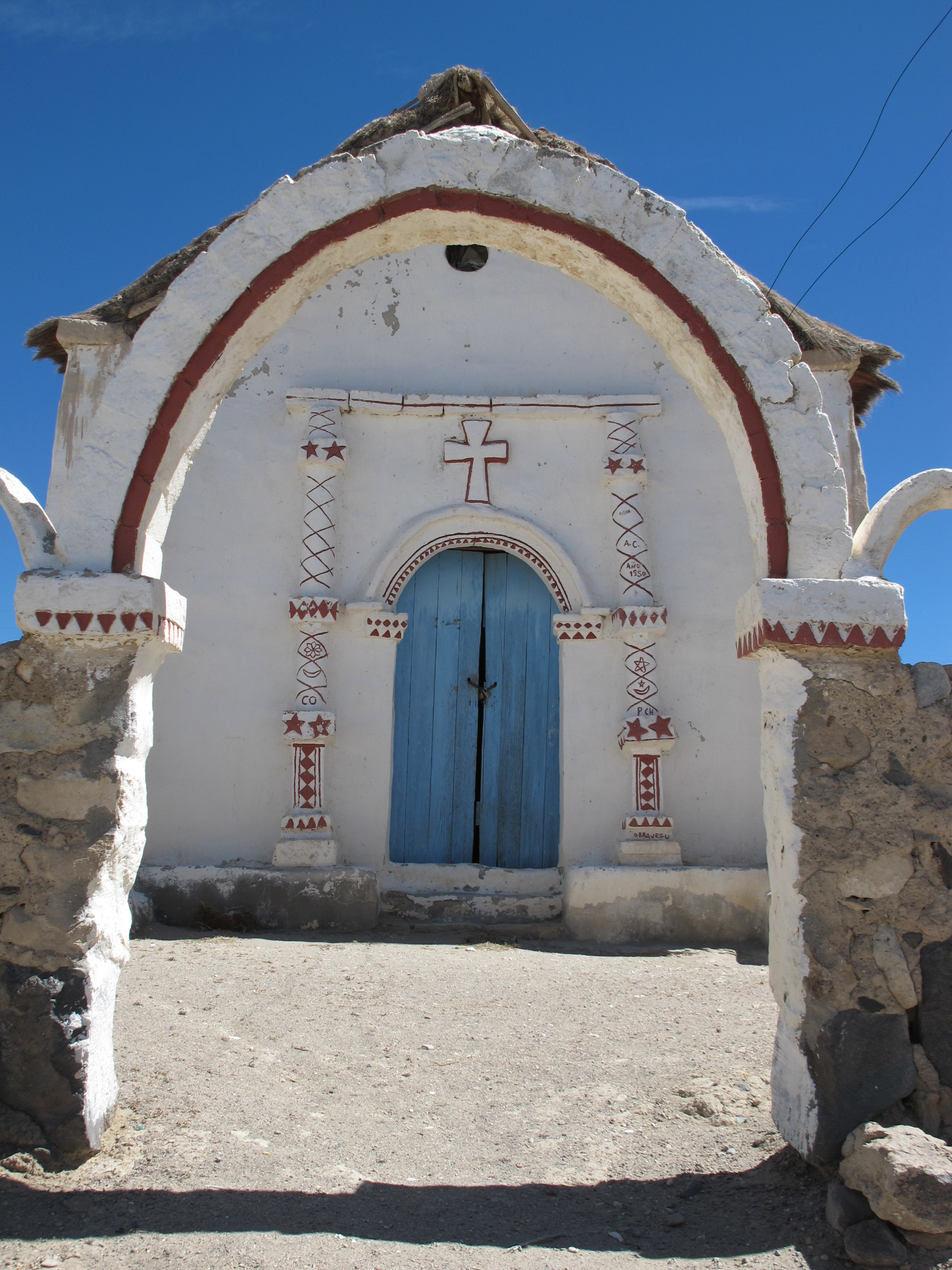
Entrada de la Iglesia de Cotasaya

Fue declarada Monumento Nacional de Chile, en la categoría de Monumento Histórico, mediante el Decreto Exento n.º 18, de fecha 11 de enero de 2006.